# Тип 56
7,62-мм автомат Тип 56 — китайский автомат, являющийся нелицензионной копией автомата Калашникова.

## История

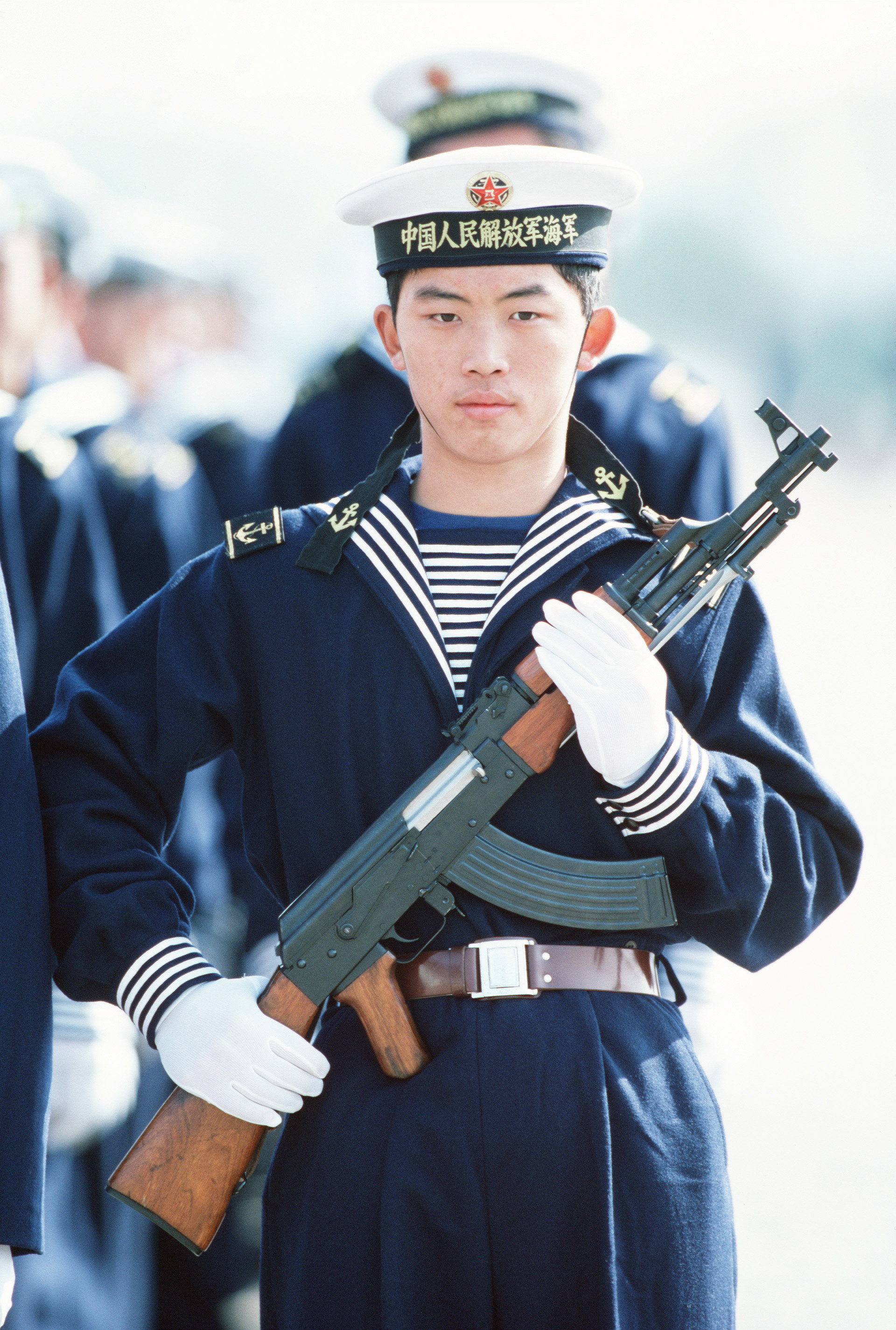
Китайский матрос с автоматом Type 56

Тип 56 был принят на вооружение НОАК в 1956 году вместе с одноимённым карабином, являющимся вариантом СКС. До 1973 года производился на заводе 66, после чего выпуск был налажен компанией Norinco. В начале 1980-х годов началось постепенное перевооружение НОАК на автомат Тип 81, также являющийся вариантом автомата Калашникова. Тем не менее Norinco продолжает производство Type 56 для продажи на экспорт. 
Очень часто можно было услышать нарекания на качество китайского оружия. Подгонка деталей и правда оставляла желать лучшего, а качество металла не сравнить с советским прототипом. Однако несмотря на низкое качество китайских автоматов, они пользуются популярностью у стран третьего мира из-за чрезвычайно низкой стоимости.
В Иране компанией Defense Industries Organization в конце 1980-х годов было налажено производство автоматов KL-7,62, являющихся нелицензионной копией Type 56. Автоматы первых выпусков не имели отличий от китайского аналога, однако в дальнейшем деревянные детали были заменены на пластиковые, что привело к некоторому изменению массо-габаритных показателей.

## Описание
Автомат Тип 56 в целом аналогичен АК, за исключением неотъемного игольчатого трёхгранного штыка, в походном положении складывающегося вниз-назад. Также на автоматах ранних выпусков отсутствовало хромирование канала ствола, газового поршня и затворной группы, что понижало живучесть данных деталей.

## Страны-эксплуатанты
- Албания[2]
- Армения
- Бангладеш[3]
- Бенин[4][5]
- Боливия[6] — после избрания 18 декабря 2005 года президентом социалиста Эво Моралеса военно-политическое руководство Боливии приняло решение о снижении зависимости страны от США в военной сфере, и на вооружение армейских подразделений начали поступать полученные из КНР автоматы "тип 56"[7]
- Босния и Герцеговина[5]
- Вьетнам[8]
- Габон
- Гайана
- Камбоджа[9][10]
- ЦАР[5]
- Китай[8]
- Джибути
- Индия
- Индонезия
- Иран[5]
- Ирак[5][11][12]
- Иракский Курдистан[13]
- Исламская Республика Афганистан — 7,62-мм автоматы Калашникова китайского производства использовались подразделениями афганской полиции вместе с 7,62-мм автоматами Калашникова советского, румынского, венгерского, болгарского производства и образцами, изготовленными в полукустарных условиях на территории Пакистана[14]
- Йемен[5]
- Кот-д’Ивуар[5]
- Кения[5][15]
- Косово
- Лаос[2]
- Ливия
- Мадагаскар
- Мали[5]
- Мальта[2]
- Мексика
- Монголия
- Марокко
- Мьянма
- Никарагуа
- Нигерия[5]
- КНДР[2]
- Пакистан[2]
- Государство Палестина
- Руанда[5][16]
- Сирия
- США[5] — с 13 сентября 1994 года импорт автоматов Калашникова и их конструктивных аналогов иностранного производства (в том числе, производства КНР) на территорию США запрещён[17]

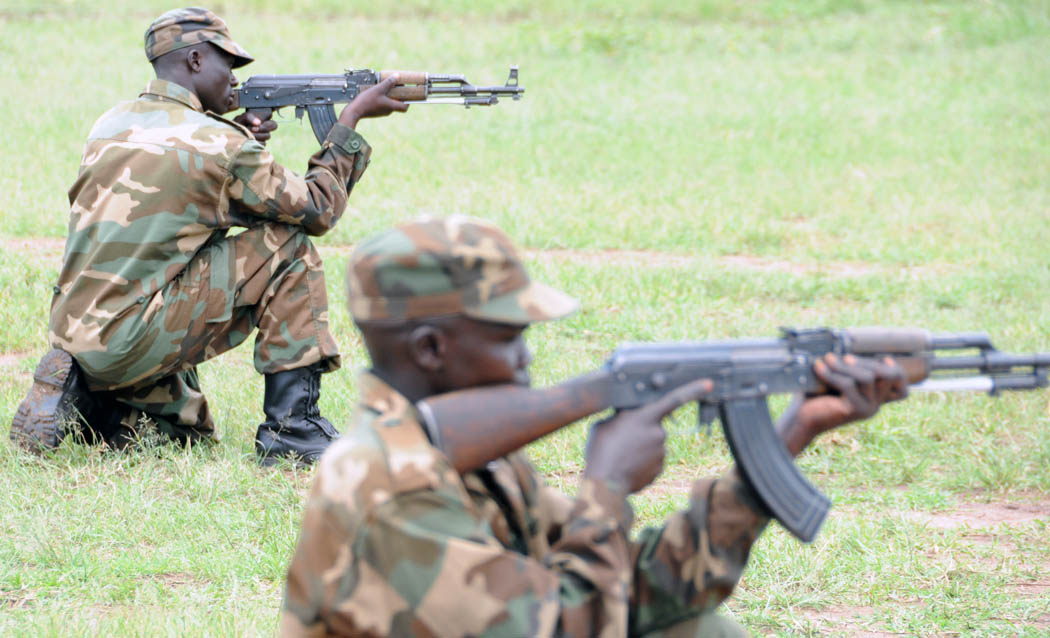
Уганда
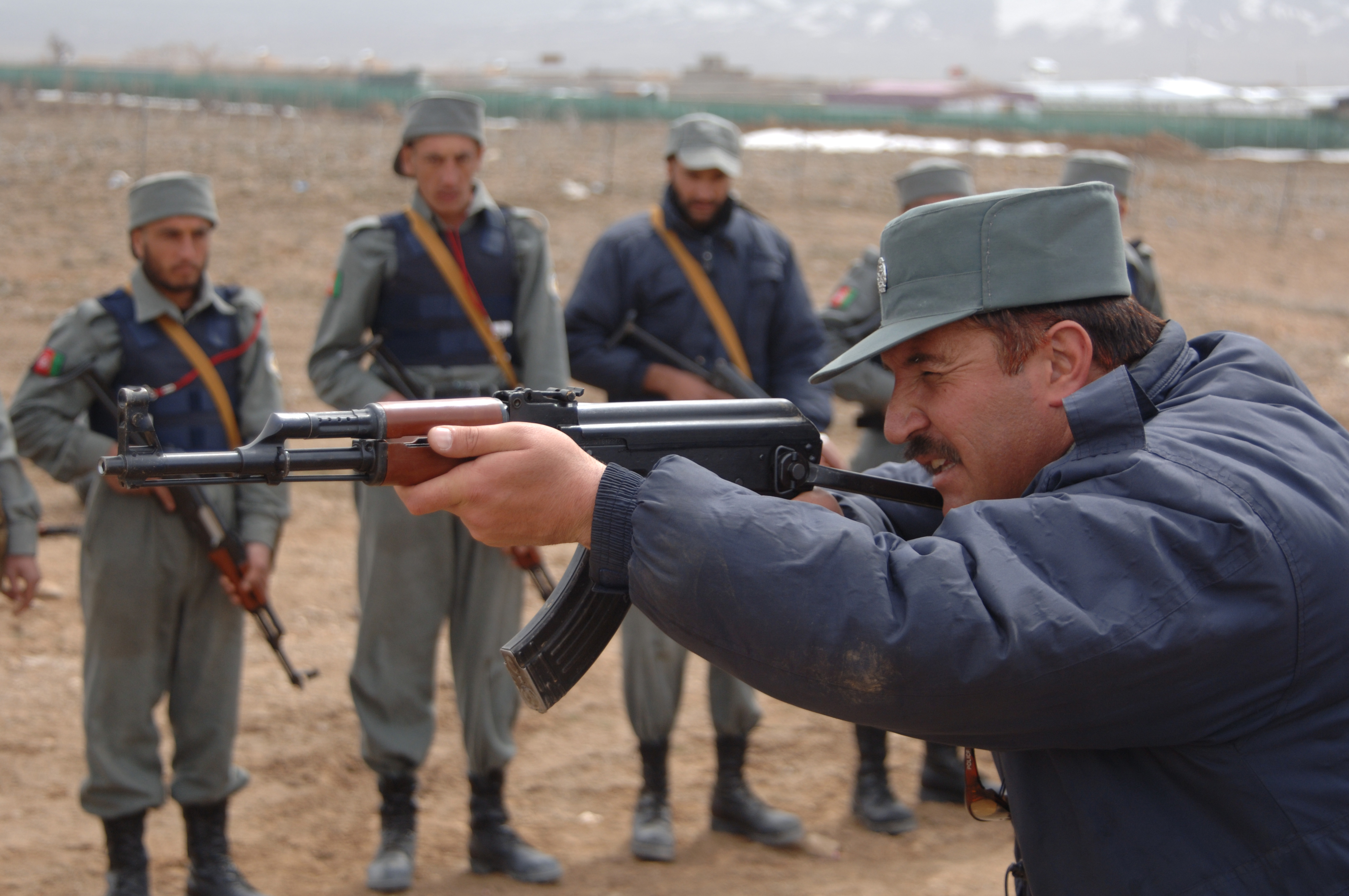
Афганистан
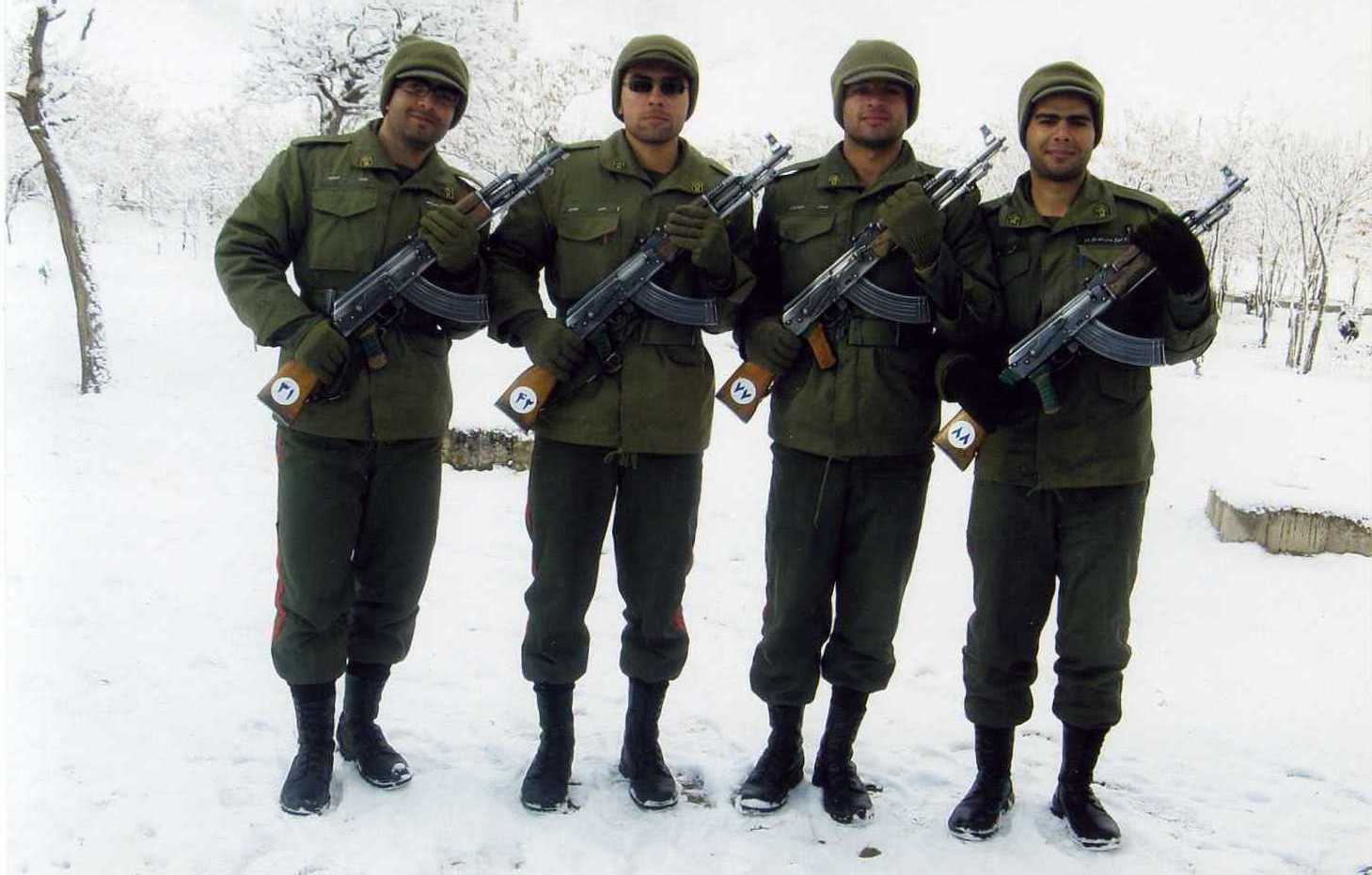
Иран
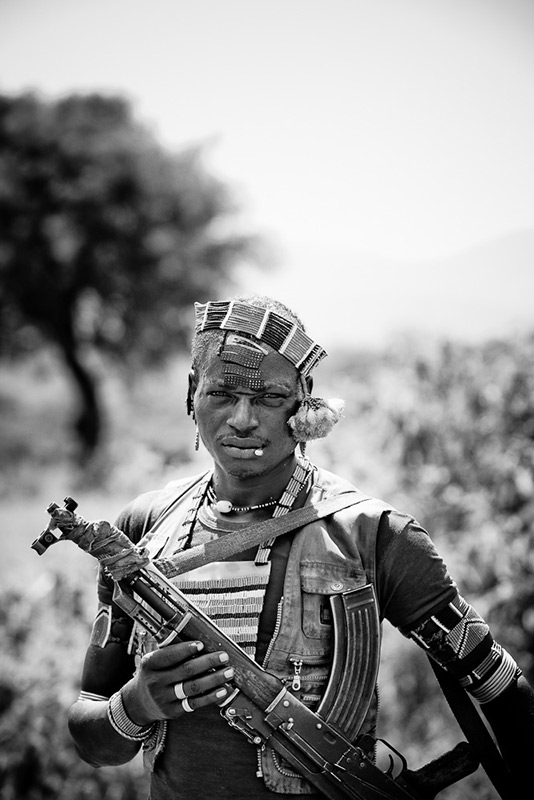
Эфиопия
Непал

- Сомали[5]
- Судан[18]
- Сьерра-Леоне[5]
- Таджикистан[5][19]
- Таиланд
- Восточный Тимор[5][20]
- Уганда[5]
- Финляндия[5][21]
- Хорватия
- Чад
- Шри-Ланка[2]
- Эстония[5][22]
- Эфиопия
- Южный Судан[23]

- Уганда
- Афганистан
- Иран
- Эфиопия
- Непал

## Варианты

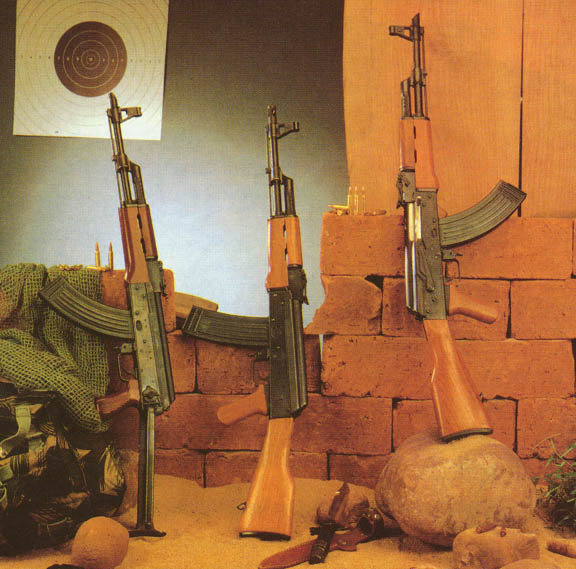
Type 56-1, Type 84S и Type 56 без штыка

- Type 56 — базовый вариант с фиксированным деревянным прикладом.
  - Type 56-1 — вариант со складным металлическим прикладом (копия АКС).
  - Type 56-2 — улучшенный экспортный вариант Type 56-1, отличающийся от последнего отсутствием штыка и складным прикладом, аналогичным таковому у Type 81.
  - Type 56C (QBZ56C) — вариант Type 56-2 со стволом длиной 280 мм, предназначенный для вооружения ВМФ Китая, а также специальных подразделений.
  - Type 56S (Sporter) — самозарядный вариант для гражданского рынка под патрон 7,62×39 мм.
  - Type 84S (Sporter) — самозарядный вариант для гражданского рынка под патрон 5,56×45 мм NATO.
- KL-7,62 — нелицензионная иранская копия Type 56.
  - KLS — вариант с фиксированным прикладом.
  - KLF — вариант со складывающимся вниз-вперёд прикладом.
  - KLT — вариант со складывающимся вбок прикладом.

## В популярной культуре
- Автомат является штатным автоматом класса Медик и Штурмовик НОАК в игре Battlefield 2.
- В серии игр Fallout схожий с Тип-56 автомат стоял на вооружение НОАК до Великой Войны. В 3 части он называется Китайским автоматом.
- Автомат есть в игре 7.62, причём он оснащён штык-ножом, который невозможно снять, в отличие от других автоматов семейства АК.
- В Grand Theft Auto: San Andreas под названием АК-47, а также в Grand Theft Auto V есть автомат, который уже именуется как раз type 56.
- В фильме «Рэмбо 4» этим автоматом вооружены солдаты бирманской армии.
- В Rising Storm 2: Vietnam автомат встречается у ВНА и НФОЮВ.